# Hamburg-Hoheluft-Ost
Hoheluft-Ost is een stadsdeel van  Hamburg, dat wordt gekenmerkt door zijn Wilhelminische architectuur. Met ongeveer 16200 inwoners per vierkante kilometer (eind 2013) is het district, samen met het naburige Hoheluft-West, een van de dichtstbevolkte stadsdelen in Duitsland.
Hoheluft-Ost ligt in het district Hamburg-Nord. De wijk heeft de vorm van een vierhoek, tussen 600 en 700 meter breed (oost-west) en 900-1000 meter lang (noord-zuid). In het zuidoosten wordt de grens met Harvestehude gevormd door het Isebek-kanaal. In het zuidwesten vormt de Hoheluftchaussee de grens met Hoheluft-West. In het noordwesten strekt Hoheluft-Ost zich uit tot de Martinistraße, de grens met Lokstedt en Eppendorf. In het noordoosten vormen de Curschmannstrasse en de Eppendorfer Baum de grens met Eppendorf.
Binnen deze enge grenzen is de drukke Breitenfelder Straße (B5) de belangrijkste verkeersas. Ook de Eppendorfer Weg en de Lehmweg zijn grotere straten.

## Geschiedenis

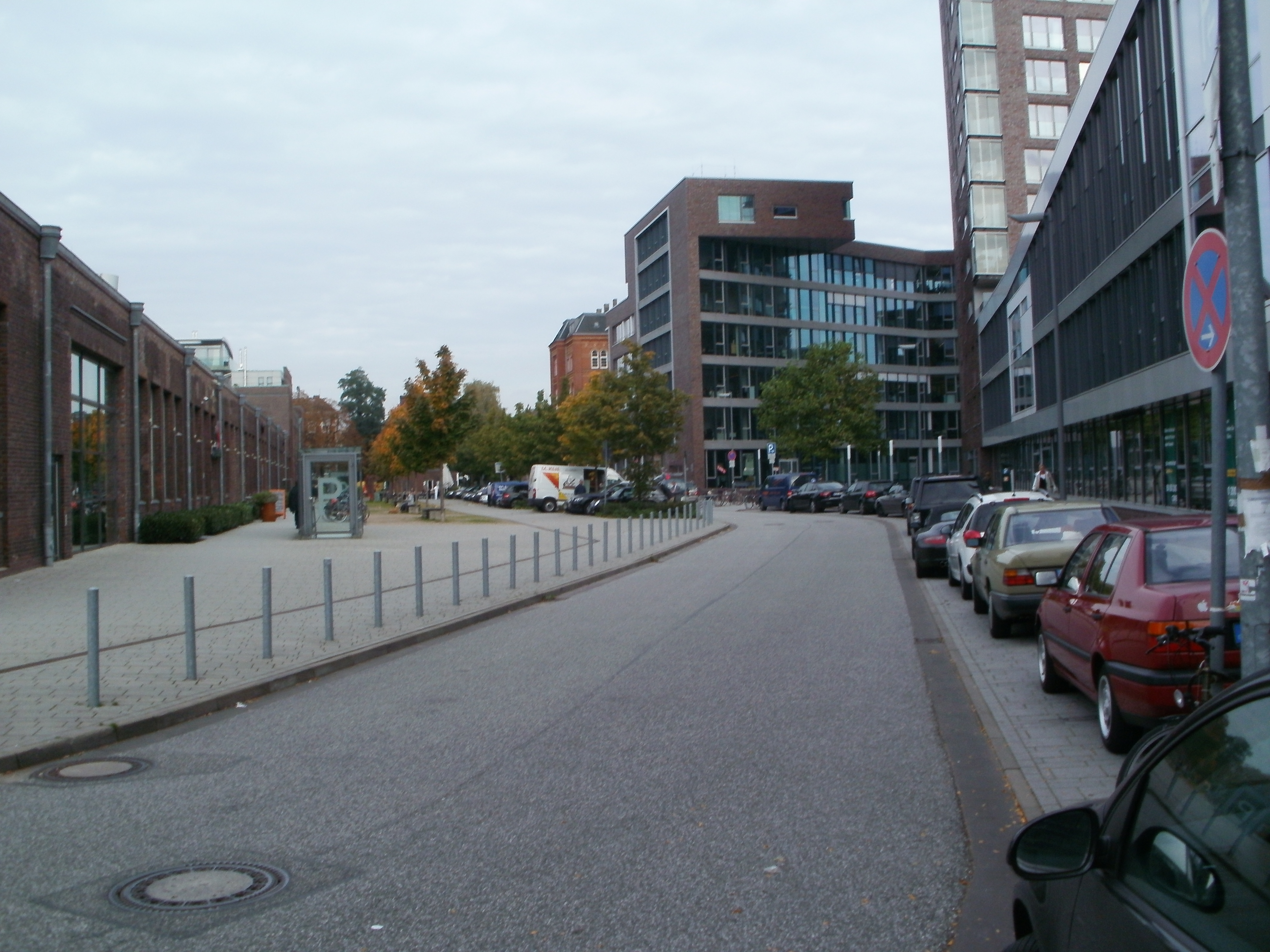
Hamburg Hoheluft-Ost Straßenbahnring, links de oude hallen van de tramfabriek, rechts nieuwe gebouwen

In 1951 werd Hoheluft-Ost een zelfstandige deel van het district Hamburg-Nord. Daarvoor maakte het deel uit van Hamburg-Eppendorf en de structuur ervan werd beïnvloed door de ontwikkelingen daar. De woonareaal wordt bepaald door woningen uit de Wilhelminische tijd. Een bekende woonwijk zijn de Falkenried-terrassen, in de traditie van de Hamburgse woonterrassen.
De "Fahrzeugwerkstätten Falkenried" (FFG) zijn ontstaan uit het depot van de in 1892 opgerichte trammaatschappij (SEG), die vanaf 1894 tramvoertuigen produceerde, eerst voor Hamburg, korte tijd later voor de hele wereld. In 1999 verhuisde de dochteronderneming van de Hamburger Hochbahn van Hoheluft naar Hamburg-Hummelsbüttel . Het vrijgekomen gebied werd herontwikkeld en bevat nu woonruimte, winkels en kantoren aan de nieuw gecreëerde straat Straßenbahnring, die herinnert aan het eerdere gebruik van de site. Sommige van de oude kantoren, garages en pakhuizen zijn bewaard gebleven, maar er werden ook nieuwe gebouwen op de site gebouwd.

## Bevolking
- Minderjarigen: 13,4% [Hamburg gemiddelde: 16,3% (2017)].[4]
- Ouderen: 15,5% [Hamburg gemiddelde: 18,2% (2017)].[5]
- Aandeel buitenlanders: 10,5% [Hamburg gemiddelde: 17,1% (2017)].[6]
- Werkloosheidscijfer: 3,0% [Hamburgse gemiddelde: 5,2% (2017)].[7]

Het gemiddelde inkomen per belastingplichtige in Hoheluft-Ost bedraagt 52.006 per jaar (2013), wat merkelijk hoger is dan het Hamburgse gemiddelde van 39.054 euro.

## Politiek
Voor de verkiezing van het gemeentebestuur behoort Hoheluft-Ost tot het kiesdistrict Eppendorf-Winterhude .

Voor de districtsverkiezingen behoort het stadsdeel tot het kiesdistrict Eppendorf / Hoheluft-Ost. 

Bij federale verkiezingen is Hoheluft-Ost een deel van het kiesdistrict Hamburg-Noord .

## Economie en Infrastructuur

### Onderwijs

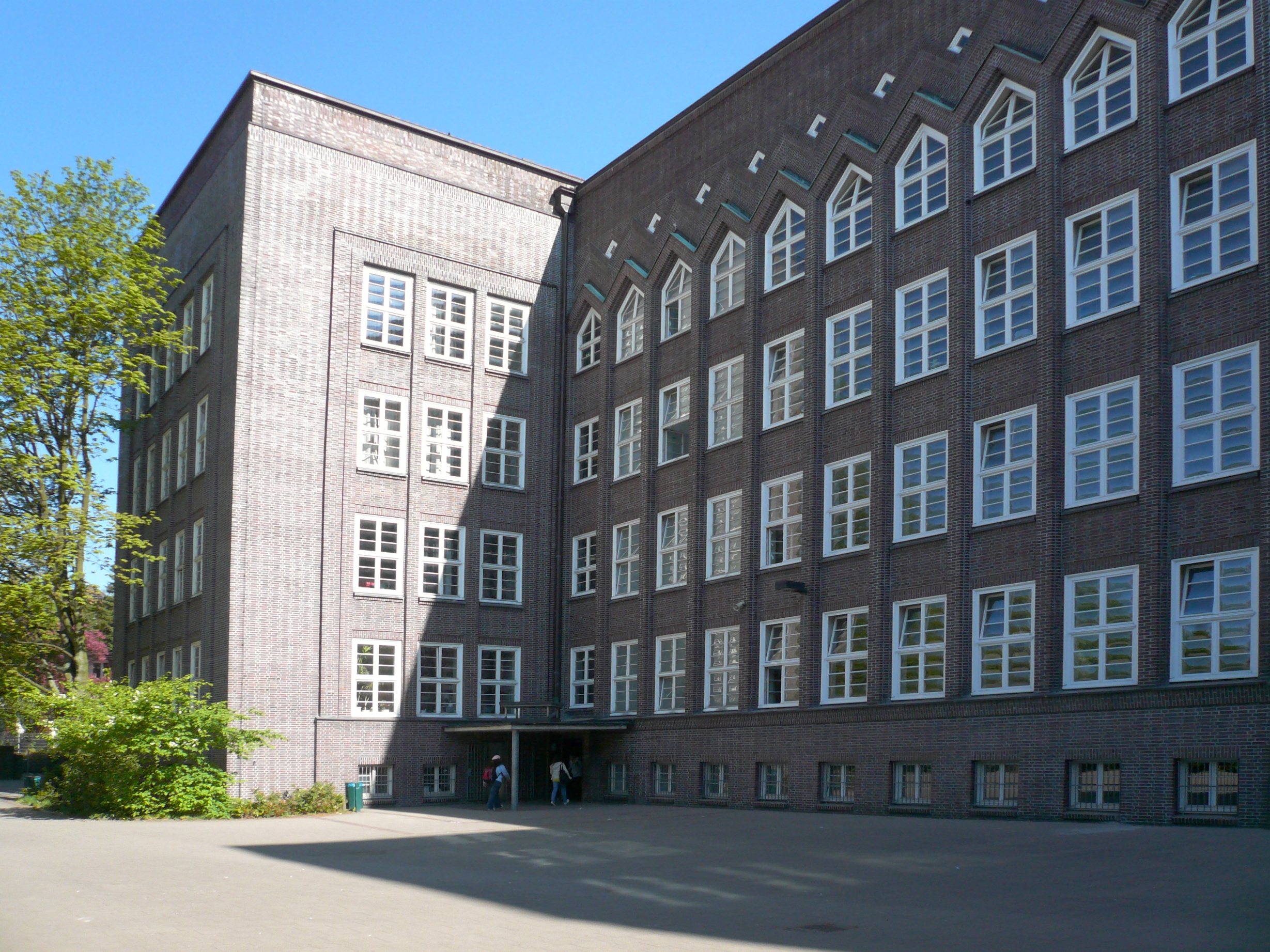
Binnenplaats van de stadsdeelschool Eppendorf

De stadsdeelschool Eppendorf en de basisschool Eppendorf liggen ondanks hun naam in de noordoostelijke hoek van Hoheluft-Ost. Het schoolgebouw, dat nu een beschermd monument is, werd in 1926-1928 gebouwd volgens de plannen van Fritz Höger .

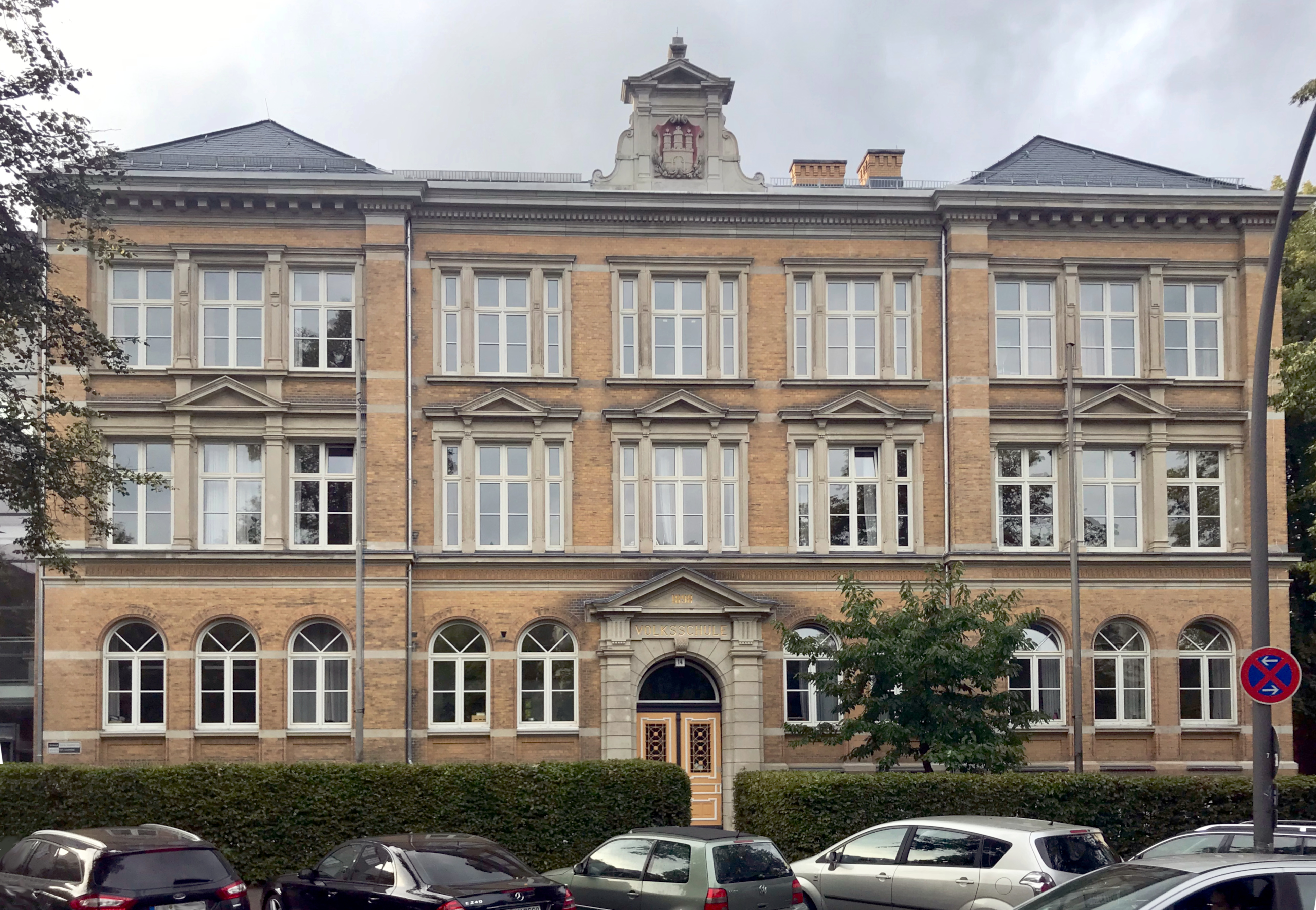
Ida-Ehre-School aan de Lehmweg

Aan de Lehmweg 14 zijn sinds 1984 de hogere klassen van de Ida-Ehre-School gehuisvest. Het gebouw is in 1898 opgericht volgens de plannen van Carl Johann Christian Zimmermann voor de basisschool Lehmweg en is een geklasseerd monument.

### Verkeer
Bij de kruising van de Hoheluftchaussee met de weg Gärtnerstraße - Breitenfelder Straße (onderdeel van Ring 2) takt de B447 af van B5 . 
Op 5 mei 1870 werd een paardentramlijn door de Hoheluftchaussee naar het voormalige grenshuis bij de Martinistraße in gebruik genomen en in 1894 geëlektrificeerd. In 1900 kreeg deze lijn het nummer 2, en later ook 22 en versterkerlijn 4. De tram reed daar tot 1978.
Sinds de laatste tramlijn in 1978 werd gesloten, zijn er geen installaties voor spoorverkeer meer in Hoheluft-Ost. Het metrostation  Hoheluftbrücke op de metrolijn U3 (ringlijn), dat bestaat sinds 1912 ligt op het grondgebied van Harvestehude. Het voormalige tramtraject in het midden van de Hoheluftchaussee wordt nu gebruikt als busbaan; de Metrobus-lijn 5 die daar rijdt, is een van de drukste buslijnen van Duitsland met ongeveer 60.000 passagiers per dag (toestand 2007).
Er is weinig parkeergelegenheid in het stadsdeel, omdat er bij de bouw van huizen in Wilhelminiaanse stijl geen ondergrondse garages werden voorzien. Met 0,287 voertuigen per inwoner (toestand 2017) hebben de inwoners van Hoheluft ook beduidend minder voertuigen dan het gemiddelde in de stad.

## Gebouwen
- St. Markus aan de Heider Strasse 1, Evangelische kerk
- Eben-Ezer-Kirche op Abendrothsweg 43, Evangelische Methodistenkerk
- Nieuw-Apostolische Kerk aan de Abendrothsweg 18
- Onkel Pö, een voormalige jazzclub op de hoek van Lehmweg en Eppendorfer Weg
- Complex van de voormalige tramwerkplaatsen Falkenried met hallen, administratie- en portiersgebouw
- De Falkenried-terrassen, voormalige arbeidersappartementen van de tramwerkplaatsen Falkenried

## Links
- Hoheluft-Ost op hamburg.de (Duits)

Alsterdorf · Barmbek-Nord · Barmbek-Süd · Dulsberg · Eppendorf · Fuhlsbüttel · Groß Borstel · Hoheluft-Ost · Hohenfelde · Langenhorn · Ohlsdorf · Uhlenhorst · Winterhude